# Danilo II. Petrović-Njegoš
Danilo II. Petrović-Njegoš Černohorský (25. května 1826–13. srpna 1860; černohorsky: Данило I. Петровић-Његош) byl devátý černohorský vladyka a první černohorský kníže. Patřil k dynastii Petrović-Njegoš. Narodil se jako syn Savy II. a Angeliky Radamovićové.

## Cesta k moci
Po smrti Petra II. prohlásil senát (částečně pod vlivem tehdy nejbohatšího Černohorce Đorđije Petroviće) jako nového regenta Pera Petroviće-Njegoše. Ten převzal hodnost, ne však titul vládce. Nicméně v krátkém boji o moc Pero prohrál s mnohem mladším Danilem, kterého si jako vládce přál i černohorský lid.

### Vznik knížectví
Před zvolením nástupce Petra II. odjel Danilo (jako vladyka vládl pod jménem Danilo II.) do Vídně a poté do Ruska. Během těchto cest se rozhodl změnit svůj dosavadní život vladyky a stát se historicky prvním knížetem z vládnoucí dynastie Petrović-Njegoš. Po návratu zpět do Černé Hory čekalo na Pera i jeho přátele a stoupence velké překvapení – Danilovu myšlenku stát se knížem silně podpořil i tehdejší ruský car Mikuláš I. Tak trochu nečekaně se Danilo II. stal knížetem (získal tak panovnické jméno Danilo I.) a Pero uznal porážku a vrátil se na pozici předsedy senátu.
Po staletích teokratické vlády bylo dosavadní biskupské knížectví prohlášeno světským knížectvím. Prvním knížetem se tedy stal Danilo.

### Úspěchy na bitevním poli – bitva u Grahova
Za vlády Danila II. Černá Hora vyhrála svou nejdůležitější bitvu s Osmanskou říší a de facto získala nezávislost.
Danilův starší bratr, charismatický bojovník Mirko Petrović-Njegoš (otec Nikoly I.), vedl silnou armádu 7500 Černohorců proti Turkům (jejichž armáda měla mezi 7000 – 13 000 vojáky) k bitvě u Grahova (Grahovac), dne 1. května 1858. Toto vítězství proslavilo Černou Horu nejen v Evropě a posílilo vojenskou, politickou a diplomatickou pověst státu. Toto vítězství bylo také literárně ztvárněno – nejrůznější básně, písně divadelní představení měla úspěch především u Slovinců a Srbů (převážně ve Vojvodině – tehdejší části Rakouska-Uherska). Po této bitvě byly také ustanoveny pevné hranice mezi Černou Horou a Tureckem a bylo uznána nezávislost Černé Hory na Osmanské řísi. V listopadu 1858 se zástupci cizích mocností sešli na konferenci a dojednali podobu státních hranic. Černá Hora získala Grahovo, Rudine, Nikšićskou župu, více než polovinu Drobnjaci, Tušinu, Uskoci, Lipovo, Horní Vasojevići, část Kuči a Dodoši.

## Danilův kodex
V domácích záležitostech byl Danilo autoritářský a někdy i brutální vládce. Jeho centralizace moci přispěla k rozvoji moderních funkcí státu.
Jako inspiraci pro vytvoření ústavy známé jako Zákoník Danila I. (Zakonik Danila Prvog), použil Danilo II. roku 1855 zákon Petra I. Danilův kodex byl založen na tradici Černé Hory a je považován za první národní ústavu v dějinách Černé Hory. Rovněž zavedl zákony na ochranu soukromí a zákazů konfliktů na rakouském pobřeží (v Boce Kotorské). Mimo jiné obsahoval následující ustanovení: "Přestože zde neexistuje jiná národnost než srbská a jiné náboženství než východní pravoslaví, může zde každý cizinec a příslušník jakéhokoliv vyznání žít a požívá stejných práv jako Černohorci."

## Rodina
Danilo se oženil s princeznou Darinkou Kvekić, 12. ledna 1855. Měli dceru Olgu, která se však nikdy nevdala.

## Atentát a nástupce
Danilo byl zavražděn 13. srpna 1860. Byl na něj v Kotoru spáchán atentát, když nastupoval na palubu lodi. Vrah Todor Kadić z organizace Bjelopavlići, která spolupracovala s rakouskými úřady. To je také důvod, proč si někteří Černohorci myslí, že vrah byl rakouský agent. Na druhou stranu část lidí si myslí, že záminkou k atentátu byly osobní záležitosti – přehnaně hrubé chování během Danilovy vlády.
Danilovým nástupcem se stal jeho synovec Nikola I.